# Anders Henriksson (spelman)
Anders Henriksson, född och uppvuxen på ett jordbruk i Järvsö, tillhör de främsta bland de spelmän som växte upp i Hälsingland under folkmusikvågen och bland dagens företrädare för landskapets folkmusiktraditioner. Han blev riksspelman på fiol i slutet av 1970-talet. 2018 tilldelades han Zornmärket i guld "för mästerligt, stilfullt och traditionsrikt spel av låtar från Hälsingland". Han är den förste spelmannen från nordvästra Hälsingland att erhålla denna utmärkelse. 
Henrikssons grundrepertoar består av äldre traditionslåtar från västra Hälsingland (Järvsö med grannsocknar), som han lärt av äldre spelmän i trakten, från bandinspelningar och uppteckningar. Han har även en stor repertoar av låtar från andra delar av Hälsingland och från Dalarna. Henriksson har ägnat sig mycket åt stämspel och sekundering. Inom den egna generationen Hälsingespelmän har Henriksson framför allt samarbetat med Ulf Störling. Han har också spelat mycket med  Björn Ståbi och Bengan Janson. Bland spelmän i den yngre generationen till vilka Henriksson fört vidare sin tradition kan nämnas bl.a. Jonas Olsson, systersönerna Anders och Gunnar Hall, Linnea Aall-Campbell och dottern Marit Nordfors.  
Henriksson, som under lång tid intresserat sig för äldre tiders spelmän och låttraditioner, publicerade 2021 boken "Föregångare", en bred översikt över spelmän födda under åren 1730-1860 och verksamma i Hälsingland. 2022 publicerade han uppföljaren "Förmedlare & Förnyare", en motsvarande översikt över spelmän i Hälsingland födda under 1800-talets fyra sista decennier. 
Anders Henriksson, som tidigare jobbat som bl.a. ekonom i Världsbanken, svensk EU-diplomat och utvidgningsförhandlare för EU-kommissionen, var mellan 2006 och 2008 EU-kommissionens representant i Sverige. Han arbetar f n med Östersjösamarbete vid danska UD.

## Diskografi
- 1976 – Järvsölåtar (med Eiwor Kjellberg och Rolf Westerlund) (MC)
- 1979 – Danser från Uppland och Hälsingland (med Eiwor Kjellberg, Viksta-Lasse, Bo Larsson och Leif Alpsjö) (MC)
- 1982 – Unga spelmän från Hälsingland (diverse spelmän) (LP)
- 1997 – I Järvsö kyrka (diverse spelmän) (CD)
- 1998 – From-Olle, Spelman från Järvsö (diverse spelmän) (CD)
- 2006 – Bland Winblad och Tulpan (med Ulf Störling) (CD)
- 2015 -- Hälsingegårdar - Musik till ett världsarv (med Bengan Janson) (CD)

- 2017 -- Helsingepolskor (soloalbum) (CD)

## Radioframträdanden
- 1982 - Järvsölåtar spelade av Anders Henriksson (SR P2)

## Publikationer
Föregångare: En bok om äldre spelmän i Hälsingland (2021)
Förmedlare & Förnyare: Andra boken om äldre spelmän i Hälsingland (2022)